# 토미카 유대합체 어스그랜너
《토미카 유대합체 어스그랜너》(일본어: トミカ絆合体 アースグランナー)는 일본의 장난감 회사인 다카라토미에서 만든 애니메이션이다.
2020년 4월 5일부터 2021년 3월 28일까지 총 51부작으로 TV 오사카 및 TV 도쿄 계열에서 방영되었다. 대한민국에서는 《파워카 엔진봇》이라는 이름으로 투니버스에서 같은 해 8월 23일부터 2021년 7월 11일까지 매주 일요일에 방영되었다.

## 등장 인물

### 주인공 일행

#### 어스그랜너 일본 지부
- 쿠도 라이가
- 쿠도 쿠우가
- 죠 파케로 - 카우보이풍의 소년이자 중반부의 새로운 동료 그랜너 J로 변신, 미국지부에서 왔다. 고향에서는 목장을 운영했다고 한다.
- 쿠마네코 카케루 - 쿠마네코 이쿠조우의 장남이자 쿠마네코 린의 오빠.
- 마하 고우
- 자이론 - 서포트 로봇. 어스에너지를 동력원으로 쓰며, 말끝에 빙글(쿠룽)을 붙인다.
- 쿠마네코 린 - 쿠마네코 사령관의 장녀이자, 남매 중 둘째로, 어스그랜너 일본 지부의 오퍼레이터를 담당하고 있다.
- 쿠마네코 이쿠조우 사령관 - 어스그랜너 일본 지부의 총사령관이자, 쿠마네코 카케루와 쿠마네코 린의 부친
- 쿠도 바리키 박사 - 주인공 쿠도 라이가, 쿠도 쿠우가의 부친이자, 동물원 수의사 쿠도 마도카의 남편.
- 쿠도 만리키 교수 - 쿠도 바리키 박사의 부친이자, 주인공 쿠도 라이가와 쿠도 쿠우가의 할아버지.
- 코쿠도 시게루 - 어스그랜너 일본 지부 출신의 프리 탐험가로, 아우토반이라는 조수를 두고 있다.
- 아우토반 - 어스그랜너 일본 지부 출신으로, 프리 탐험가 코쿠도 시게루의 조수.

#### 조노 주
- 쿠도 마도카 - 라이가와 쿠우가의 모친으로 수의사이자 동물원 원장이다. 매번 동물 코스튬을 입고 재미있는 대사를 꺼내는 특이한 어머니.
- 스티븐 - 마도카가 운영하는 동물원 직원중 최고 에이스. 금발의 미국인으로 영어를 섞어가며 매번 동물원내 괴짜 프로그램을 설계한다.

### 우주폭주족 다크스피너
- 브레이키 - 다크스피너의 보스 챔버의 아버지이기도 하다.
- 챔버 - 다크스피너의 홍일점으로 브레이키의 딸.
- 클러처 - 다크스피너의 일원으로, 마른 남성.
- 오일더 - 다크스피너의 일원으로 몸집이 큰 남성.
- 파후파후 - 오일더의 단짝으로, 다크스피너의 마스코트적 존재.
- 사비(최종보스) - 이 작품의 진 최종보스. 다크스피너 브레이키의 상관. 다크스피너 모선 오 안에 숨어있는 의문의 존재.

## 등장 메카
- 가오그랜너 레오,터보 파이어 레오
- 가오그랜너 이글,에어로토네이도 이글
- 가오그랜너 치타
- 가오그랜너 샤벨
- 가오그랜너 펜서
- 가오그랜너 샤크
- 가오그랜너 버팔로
- 가오그랜너 엘리게이터

## 방영 목록
| 회차       | 제목                                 | 방송 일자        |
| ---------- | ------------------------------------ | ---------------- |
| 1화        | 발진! 엔진봇 레오치타                | 2020년 8월 23일  |
| 2화        | 질풍! 엔진봇 이글치타                | 2020년 8월 23일  |
| 3화        | GO GO GO! 마하 고!                   | 2020년 8월 30일  |
| 4화        | 타입 체인지 에어로 토네이도 파워카!  | 2020년 8월 30일  |
| 5화        | 타올라라! 터보 파이어 파워카!        | 2020년 9월 6일   |
| 6화        | 협공! 대지와 하늘의 왕!              | 2020년 9월 6일   |
| 7화        | 레드 존! 레오의 위기!                | 2020년 9월 13일  |
| 8화        | 쌍둥이 작전! 뒤는 너에게 맡긴다      | 2020년 9월 13일  |
| 9화        | 날아라! 엔진봇 이글샤크              | 2020년 9월 20일  |
| 10화       | 습격! 엔진봇 사벨팬서                | 2020년 9월 27일  |
| 11화       | 탈주! 승주와 사벨                    | 2020년 10월 4일  |
| 12화       | 발동! 토크 록과 스크루 웨이브        | 2020년 10월 11일 |
| 13화       | 엔지너 VS 엔지너                     | 2020년 10월 18일 |
| 14화       | 전진하라! 소년 탐험대                | 2020년 10월 25일 |
| 15화       | 돌격! 전설의 메카닉!                 | 2020년 11월 1일  |
| 16화       | OK, 베이비! 엔진봇 버팔게이터!       | 2020년 11월 8일  |
| 17화       | 지켜라! 철벽의 혼 실드!              | 2020년 11월 15일 |
| 18화       | 박살내라! 해머!                      | 2020년 11월 22일 |
| 19화       | 위협! 드리프트 썬더 파워카!          | 2020년 11월 29일 |
| 20화       | 붉은 섬광! GT-R 파워카               | 2020년 12월 6일  |
| 21화       | 엔진 과열! 영혼의 파워 합체!         | 2020년 12월 13일 |
| 22화       | 결별! 사벨 폭주!                     | 2020년 12월 20일 |
| 23화       | 재출발! 고대 문명을 조사하라!        | 2020년 12월 27일 |
| 24화       | 최상이자 최강! 메가 엔지너 수프라!   | 2021년 1월 3일   |
| 25화       | 빙결! 그립 블리자드 파워카!          | 2021년 1월 10일  |
| 26화       | 상승! 항공 요새 자라선!              | 2021년 1월 17일  |
| 27화       | 압도! 엔진봇 티라노톱스              | 2021년 1월 24일  |
| 28화       | 도전! 파워카 엔진봇 퀴즈대회         | 2021년 1월 31일  |
| 29화       | 고고한 메카! 메가 엔지너 NSX         | 2021년 2월 7일   |
| 30화       | 풀 커스텀! 빨강과 파랑의 프테라노돈  | 2021년 2월 14일  |
| 31화       | 초고속! 블루 커스텀 이글 스트림      | 2021년 2월 21일  |
| 32화       | 잠자는 사자왕! 레드 커스텀 액셀 소드 | 2021년 2월 28일  |
| 33화       | 시동! 지옥의 로데오                  | 2021년 3월 7일   |
| 34화       | 진정한 영웅! 우리의 엔지너G!         | 2021년 3월 14일  |
| 35화       | 파워 충전! 가족의 정                 | 2021년 3월 21일  |
| 36화       | 폭주! 울트라 횡단 레이스!            | 2021년 3월 28일  |
| 37화       | 풍운! 우주선 오우로 돌입하라         | 2021년 4월 4일   |
| 38화       | 격돌! 구랜드캐니언 대결전!           | 2021년 4월 11일  |
| 39화       | 카운트다운! 파워카 엔진봇의 비밀     | 2021년 4월 18일  |
| 40화       | 우주로! 스페이스 커스텀 계획!        | 2021년 4월 25일  |
| 41화       | 시련! 하얀 신의 날개                 | 2021년 5월 2일   |
| 42화       | 사비 각성! 목표는 지구!              | 2021년 5월 9일   |
| 43화       | 노브레이크! 떠도는 다크 스핀단       | 2021년 5월 16일  |
| 44화       | 결성! 지구연합부대                   | 2021년 5월 23일  |
| 45화       | 완성! 갓 체인지 파워카!              | 2021년 5월 30일  |
| 46화       | 반격! 대지와 하늘에서 더블 어택      | 2021년 6월 6일   |
| 47화       | 블랙아웃! 잃어버린 우정!             | 2021년 6월 13일  |
| 48화       | 영혼의 고동! 파트너를 되찾아라!      | 2021년 6월 20일  |
| 49화       | 최종결전! 사비 브레이킹 공략 대작전! | 2021년 6월 27일  |
| 50화       | 대접전! 우정 레벨 무한대!            | 2021년 7월 4일   |
| 최종화(51) | 라이드 온! 파워 합체 엔진봇          | 2021년 7월 11일  |

## 한국어판 목소리 출연
- 안현서: 오라온
- 이지현: 오가온
- 한신: 레오
- 권성혁: 이글
- 김현지: 어스본
- 심규혁: 마하 고
- 안효민: 이기조
- 강은애: 챔챔
- 이주창: 러치
- 윤용식: 일러
- 김명준: 이승주, 음성

## 같이 보기
- 토미카